# Clitellaria nigerrima
Clitellaria nigerrima är en tvåvingeart som först beskrevs av Carl Ludwig Doleschall 1858.  Clitellaria nigerrima ingår i släktet Clitellaria och familjen vapenflugor. Inga underarter finns listade i Catalogue of Life.